# Письмечівська сільська рада
| Письмечівська сільська рада — орган місцевого самоврядування у Солонянському районі Дніпропетровської області з адміністративним центром у с. Письмечеве. Сільській раді підпорядковані населені пункти: - с. Письмечеве - с. Безбородькове - с. Круте - с. Пшеничне - с. Стародніпровське |

## Склад ради
Рада складається з 16 депутатів та голови.

## Керівний склад сільської ради
| ПІБ                      | Основні відомості                                                           | Дата обрання | Дата звільнення |
| ------------------------ | --------------------------------------------------------------------------- | ------------ | --------------- |
| Волошина Тетяна Павлівна | Сільський голова, 1963 року народження, освіта, член Партії Зелених України | 26.03.2006   | 31.10.2010      |
| Волошина Тетяна Павлівна | Сільський голова, 1963 року народження, освіта вища, член Партії регіонів   | 31.10.2010   |                 |

Примітка: таблиця складена за даними джерела